# (38377) 1999 RM174
1999 RM174 (asteroide 38377) é um asteroide da cintura principal. Possui uma excentricidade de 0.21500070 e uma inclinação de 8.43436º.
Este asteroide foi descoberto no dia 9 de setembro de 1999 por LINEAR em Socorro.